# Odell (Nebraska)
Odell és una població dels Estats Units a l'estat de Nebraska. Segons el cens del 2000 tenia 345 habitants.

## Demografia
Segons el cens del 2000, Odell tenia 345 habitants, 142 habitatges, i 100 famílies. La densitat de població era de 512,3 habitants per km².
Dels 142 habitatges en un 36,6% hi vivien nens de menys de 18 anys, en un 54,9% hi vivien parelles casades, en un 12,7% dones solteres, i en un 28,9% no eren unitats familiars. En el 28,2% dels habitatges hi vivien persones soles el 14,1% de les quals corresponia a persones de 65 anys o més que vivien soles. El nombre mitjà de persones vivint en cada habitatge era de 2,43 i el nombre mitjà de persones que vivien en cada família era de 2,93.
Per edats la població es repartia de la següent manera: un 28,4% tenia menys de 18 anys, un 7,5% entre 18 i 24, un 22,6% entre 25 i 44, un 20% de 45 a 60 i un 21,4% 65 anys o més.
L'edat mediana era de 39 anys. Per cada 100 dones de 18 o més anys hi havia 94,5 homes.
La renda mediana per habitatge era de 30.875 $ i la renda mediana per família de 32.813 $. Els homes tenien una renda mediana de 25.833 $ mentre que les dones 23.250 $. La renda per capita de la població era de 13.958 $. Aproximadament el 3% de les famílies i el 6,3% de la població estaven per davall del llindar de pobresa.

## Poblacions més properes
El següent diagrama mostra les poblacions més properes.